# Торфинн Сигурдссон
Торфинн Сигурдссон (Сигурд Могучий) (ок. 1009 — ок. 1064) — ярл Оркнейских островов и мормэр Кейтнесса (1020—1064). Младший из пяти сыновей оркнейского ярла Сигурда Хлодвирссона (ок. 960—1014).
Скандинавские саги: «Круг земной» и «Сага об оркнейцах» сообщают, что Торфинн Сигурдссон был самым могущественным из всех оркнейских ярлов.

## Биография

### Происхождение
Торфинн был младшим сыном ярла Сигурда Хлодвирссона. Он был единственным сыном Сигурда от брака с дочерью короля Шотландии Малькольма II. Его старшие сводные братья Сумарлиди, Бруси и Эйнар Кривой Рот дожили до совершеннолетия, а другой брат Хунди умер молодым в Норвегии, где он находился в качестве заложника при дворе короля Олафа Трюггвассона.

### Совместное правление с Эйнаром и Бруси

Оркнейские и Шетландские острова, Гебриды и остров Мэн в XI веке

Ярл Оркни Сигурд Хлодвирссон погиб в битве при Клонтарфе 23 апреля 1014 года. Прежде чем отправиться в Ирландию, Сигурд отправил пятилетнего Торфинна на воспитание ко двору его деда, короля Шотландии Малькольма II. После гибели Сигурда в битве при Клонтарфе его старшие сводные братья Сумарлиди, Бруси и Эйнар стали совместно управлять Оркнейскими и Шетландскими островами, разделив между собой отцовские владения. Шотландский король Малькольм II назначил своего внука Торфинна правителем Кейтнесс и Сазерленда, приставив к нему шотландских советников. С 15 лет Торфинн стал возглавлять викингские походы.
Ярл Сумарлиди Сигурдссон, старший из братьев, скончался бездетным между 1014 и 1016 годами. После его смерти Торфинн заявил о своих претензиях на часть отцовских владений. Эйнар отказался поделиться с Торфинном владениями, а другой брат Бруси согласился разделить отцовское наследство. Тогда Эйнар силой захватил треть своего умершего брата Сумарлиди. Эйнар Сигурдссон стал вводить на островах новые налоги и часто призывать подданных на военную службу. Торкель Амундссон от имени недовольных бондов сообщил об этом Эйнару, который разгневан. Торкель, обеспокоенный за свою жизнь, бежал в Кейтнесс с Торфинну. Торкель Амундссон стал приёмным отцом и воспитателем Торфинна Сигурдссона. Когда Торфинн подрос, он потребовал от старших братьев передать ему часть отцовских владений (третью часть островов). Но Эйнар отказался уступить младшему брату. Ярл Торфинн собрал в Кейтнессе войско и выступил в поход на острова. Эйнар Кривой Рот также собрал силы для защиты своих владений. Другой брат Бруси тоже собрал войско и отправился навстречу братьям, чтобы их помирить. После примирения Торфинн Сигурдссон получил во владение третью часть земель на островах. Старшие братья Бруси и Эйнар договорились, что после смерти одного из них другой унаследует его удел. Торфинн Сигурдссон посадил на Оркнейских островах своих наместником, а сам проживал в Кейтнессе. Однажды по приказу ярла Эйнара был взят в плен и убит Эйвинд Турий Рог, соратник короля Олафа Святого.
Ярл Торфинн Сигурдссон отправил своего воспитателя Торкеля Амундссона собирать подати на островах. Ярл Эйнар Кривой Рот обвинял Торкеля в том, что Торфинн заявил претензии на острова. Торкель вынужден был вернуться в Кейтнесс, где рассказал ярлу Торфинну, что его брат Эйнар собирался его убить. Осенью Торкель отправился в Норвегию к королю Олаву Святому, который принял его с почестями. Весной ярл Торфинн отправил к норвежскому королю Олаву, который принял его с большим почетом. Олав Святой подарил ярлу Торфинну большой боевой корабль, на котором он осенью вернулся на острова. Эйнар Кривой Рот собрал войско и стал готовиться к битве с младшим братом Торфинном. При посредничестве Бруси братья примирились. В 1020 году на пиру в Сандвике Торкель умертвил приехавшего к нему ярла Эйнара. Торкель Амундссон отплыл в Норвегию, где сообщил обо всем произошедшем королю Олаву Святому, который был доволен поступком Торкеля.

### Совместное правление с Бруси

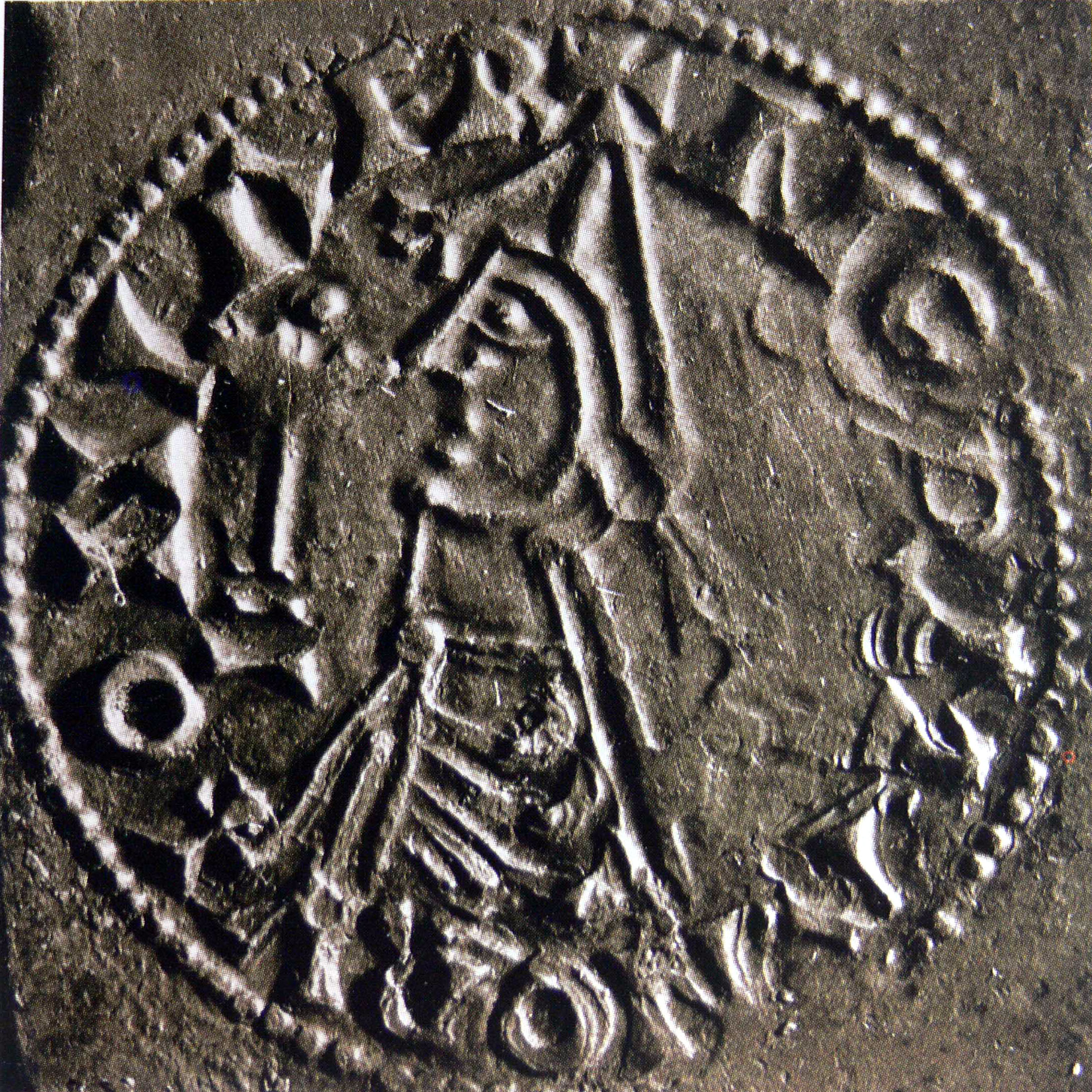
Монета правления короля Олава Святого в Норвегии, 1023—1028 годы

После гибели ярла Эйнара, умершего бездетным, его брат Бруси Сигурдссон унаследовал его домен, как это было раньше договорено между обоими братьями. Весной Торфинн потребовал от Бруси, чтобы все отцовские владения были разделены между ними пополам. Но Бруси отказался разделить владения с младшим братом. В 1021 году Бруси вместе с сыном Рёгнвальдом отправился в Норвегию, где король Олав Святой принял их хорошо. Ярл сообщил королю о своей тяжбе с братом, попросил его помочь ему сохранить свои владения. Король Олав Святой пожаловал ярлу Бруси Сигурдссону в ленное владение на часть Оркнейских островов, а последний принес ему вассальную присягу на верность. Торфинн Сигурдссон также отплыл в Норвегию, рассчитывая получить поддержку Олава Святого. Под давлением Олава Святого ярл Торфинн вынужден был также принести присягу на верность королю Норвегии. Король созвал тинг, чтобы обсудить соглашение с оркнейскими ярлами. Олав Святой, став верховным правителем Оркнейских и Шетландских островов, передал Бруси в ленное владение две трети владений, а его младшему брату Торфинну — одну треть владений. Бруси вынужден был оставить при дворе Олава Святого своего десятилетнего сына Рёгнвальда.
После возвращения из Норвегии ярл Бруси стал управлять двумя третями островов, а Торфинн — одной третью. Торфинн Сигурдссон постоянно проживал в Кейтнессе на севере Шотландии, а островами управлял через своих наместников.
В 1030 году датский король Кнуд Великий одержал победу над норвежским королём Олавом Святым, подчинив своей власти Норвегию. Ярл Бруси уступил младшему брату Торфинну одну треть владений. Торфинн получил под свой контроль две трети островов и стал один руководить обороной островов от набегов викингов.
После смерти ярла Бруси Сигурдссона между 1030 и 1035 годами ярл Торфинн Сигурдссон стал единоличным правителем Оркнейских и Шетландских островов.

### Война с Карлом Хундасоном
Происхождение Карла Хундасона является спорным. Согласно «Саге об оркнейцах», между ярлом Торфинном Сигурдссоном и Карлом Хундасоном, ставшим «королём шотландцев» началась война. Он предъявил претензии на Кейтнесс и потребовал уплаты ему прежних податей, которые раньше платились королям Шотландии. Оркнейский ярл Торфинн, считавший Кейтнесс своим наследственным владением, отказался платить. Обе стороны стали готовиться к военным действиям. Карл Хундасон назначил правителем Кейтнесса своего племянника Мамтана (Маддана). Маддан с войском выступил на Кейтнесс. Торфинн собрал большие силы в Кейтнессе и двинулся навстречу Маддану. Шотландцы, узнав о численном превосходстве противника, не решились на сражение и отступили обратно. Торфинн стал преследовать отступающего Маддада, разорил области Росс и Сазерленд. Маддад бежал к своему дяде Карлу Хундасону в Бервик. Шотландский король с флотом отплыл на север, а Маддаду приказал вторично выступить в поход на Кейтнесс. Противники задумали с двух сторон напасть на Торфинна. В морском сражении в Дирнесе Торфинн нанес поражение Карлу Хундасону, который потерял убитыми много воинов, но сам смог спастись. Карл через Брейдафьорд отплыл на Шотландию, где стал собирать войско. Торфинн, соединившись с Торкелем Воспитателем, отправился вслед за Карлом и стал разорять шотландское побережье. В это время ярл Маддад с войском находился в Торсе в Кейтнессе. Торфинн отправил Торкеля с отрядом в Кейтнесс. Торкель Воспитатель внезапно подошел к Торсу и нанес поражение Маддаду, который был лично им убит. Многие его воины были убиты, а другие взяты в плен или бежали. Торкель собрал воинов в Кейтнессе, Сазерленде и Россе, а затем отправился к Брейдафьорду, где соединился с войском ярла Торфинна. Вместе они продолжили разорять шотландские владения. Король Карл Хундасон бежал на юг Шотландии и прибыл в Сальтири, собирая по пути новое войско для продолжения борьбы. К нему прибыло подкрепление из Ирландии. Противники встретились в битве при Торфнесе в южной части Брейдафьорда. Торфинн лично возглавил своих воинов в битве. Несмотря на численное превосходство шотландцев, Карл Хундасон потерпел полное поражение. Торфинн Сигурдссон бросился преследовать отступающих шотландцев. Он вторгся вглубь Шотландии и дошел до области Файф, захватывая и разоряя все на своём пути. Из Файфа ярл Торфинн отправил часть своих сил во главе с Торкелем на север. Шотландцы, узнав о разделении армии викингов, подняли восстание против Торфинна. Торфинн, узнав о мятеже, объединил свои силы и выступил против повстанцев. Шотландцы потерпели поражение и рассеялись. В отместку за восстание воины Торфинна разорили многие селения на своём пути, беспощадно убивали всех мужчин и захватывая большое количество пленных.

### Совместное правление с Рёгнвальдом Брусасоном
Около 1034 года ярл Торфинн Сигурдссон подчинил своей власти Гебридские острова и стал фактическими правителем Королевства Островов.
Около 1037 года на Оркнейские острова вернулся Рёгнвальд Брусасон, племянник ярла Торфинна Сигурдссона. Он пользовался поддержкой короля Магнуса Доброго (сына Олафа Святого), который пожаловал ему во владение треть его отца Бруси и треть дяди Эйнара. Рёгнвальд Брусасон стал соправителем своего дяди Торфинна, обязавшись помогать ему в походах на Гебридских островах и в Ирландском море.
В 1036 году после отречения от власти короля Дублина Ситрика Олавссона королевский престол в Дублине захватил Эхмарках мак Рагнайлл, король Мэна и Гебридских островов. В 1038 году Ивар III захватил королевский трон Дублина, изгнав Эхмаркаха мак Рагнайлла. Эта нестабильность в Дублинском королевстве помогла оркнейским ярлам Торфинну и Рёгнвальду, которые совершали рейды над различными землями вокруг Ирландского моря. Они совершали многочисленные набеги на Южные острова, побережье Ирландии и Шотландии.

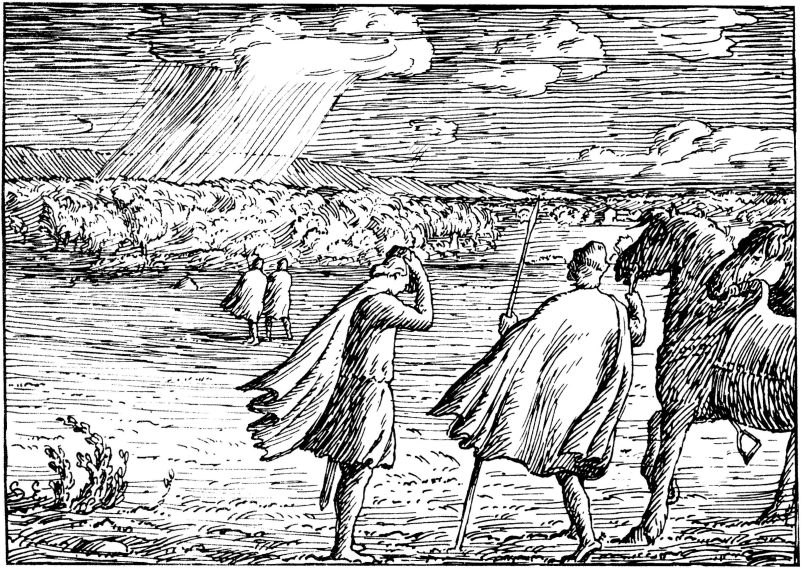
Кальв Арниссон вместе с юным Магнусом в битве при Стикластадире, автор — Хальфдан Эгудиус

В дальнейшем отношения между соправителями ухудшились. Согласно «Саге об оркнейцах», причиной раздора стал викингский вождь Кальв Арнессон (ок. 990—1051), дядя Ингеборги Финнсдоттир, жены Торфинна Сигурдссона. Кальв был ближайшим сподвижником норвежского короля Магнуса Доброго, после ссоры с которым он со своими сторонниками отплыл на Оркнейские острова. Пребывание большой дружины Кальва Арниссона в его владениях легло тяжким бременем на плечи ярла Торфинна. Вскоре Торфинн Сигурдссона потребовал от своего племянника Регнвальда передать ему треть островов (удел умершего Эйнара Сигурдссона). Получив отказ, Торфинн стал собирать войско для борьбы с Регнвальдом, но последний бежал в Норвегию, где король Магнус Добрый предоставил ему корабли и воинов. С полученным войском Регнвальд Брусасон вернулся обратно и высадился на Шетландских островах. В это время ярл Торфинн находился в Кейтнессе, он стал собирать войско в Шотландии и на Южных островах. Рёгнвальд Брусасон, пополнив численность своего войска за счет жителей Оркнейских островов, планировал двигаться на Кейтнесс.
В морском бою при Раудабьёрге Рёгнвальд Брусасон потерпел поражение от Торфинна и бежал обратно в Норвегию. Торфинн Сигурдссон подчинил своей власти все острова и заставил местных жителей принести присягу себе на верность. Король Магнус Добрый предложил Рёгнвальду снарядить новую экспедицию против Торфинна, но он взял только один корабль с экипажем. Вначале ярл Рёгнвальд Брусасон приплыл на Шетландские острова, где узнал, что его дядя находится с небольшой дружиной на Оркнейских островах. Торфинн проживал на острове Хроссей. Рёгнвальд внезапно напал на дом своего дядю. Торфинн с женой смог спастись из горящего дома и бежал с островов в графство Кейтнесс. Все тогда думали, что Торфинн погиб в огне. Ярл Рёгнвальд Брусасон подчинил своей власти Оркнейские острова, Кейтнесс и Южные острова. В это время Торфинн тайно находился в Кейтнессе и готовился нанести ответный удар. В 1046 году на острове Попей Рёгнвальд Брусасон был схвачен и убит по приказу своего дяди Торфинна.

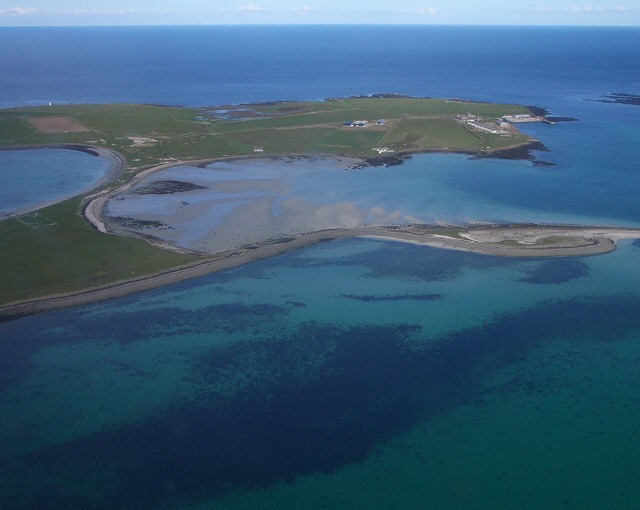
Остров Папа-Стронсей, где был убит оркнейский ярл Рёгнвальд Брусасон, племянник и соправитель Торфинна

Норвежский король Магнус Добрый поклялся отомстить за смерть своих воинов, погибших вместе с Рёгнвальдом. Но в это время Магнус был вовлечен в войну со Свеном Эстридсеном, который захватил датский престол. Вскоре в Норвегию прибыл Харальд Сигурдссон, дядя Магнуса, который вынужден был уступить ему половину своих владений. Оркнейский ярл Торфинн Сигурдссон попытался примириться с королём Магнусом и встретился с ним у островов Селейяр. Однако Магнус Добрый отказался мириться с оркнейским ярлом, который вынужден был спешно отплыть на свои острова. Магнус Добрый, воевавший с датским королём Свеном Эстридсеном, скончался в 1047 году. Ему наследовал дядя Харальд Суровый. Ярл Торфинн, узнав о смерти Магнуса, отправил в Норвегию гонцов с изъявлением доброй воли. Новый король Норвегии Харальд Суровый, дядя Магнуса, встретился с ярлом Трофинном Сигурдссоном в Хёрдаланде и заключил с ним мирное соглашение. После встречи с Харальдом Торфинн в 1048 году совершил паломничество в Рим. Вначале ярл достиг Дании, где был принят королём Свеном Эстридсеном. Во время путешествия по Саксонии он встречался с германским императором Генрихом III, который преподнес ему много подарков, включая несколько лошадей. Торфинн добрался до Рима, где получил аудиенцию у папы римского, получив от него прощение зап свои грехи. После паломничества ярл благополучно вернулся на Оркнейские острова. Торфинн поселился в Биргисхераде, где построил кафедральный собор, который стал резиденцией первого епископа Оркнейских островов. Согласно «Саге об оркнейцах», по просьбе ярла Торфинна Сигурдссона около 1043 года первым епископом Оркнейским стал Турульф.

### Смерть и наследие
Согласно «Саге об оркнейцах», Торфинн Сигурдссон скончался в Биргисхераде в конце правления норвежского короля Харальда III Сигурдссона, который погиб в битве при Стамфорд-Бридже в 1066 году. Ярл был похоронен в церкви Христа, которую он сам построил. Он известен как «Торфинн Могучий», на пике своего могущества он контролировал все Оркнейские и Шетландские острова, Гебриды, Кейтнесс и Сазерленд, его влияние распространялось на большую часть Шотландии.
Его женой была Ингеборга Финнсдоттир (ум. ок. 1069), дочь норвежского ярла Финна Арнессона (ум. ок. 1065). Супруги имели двух сыновей:
- Паль Торфиннссон, ярл Оркни (1064—1098)
- Эрленд Торфиннссон, ярл Оркни (1064—1098)

Впоследствии Ингеборга Финнсдоттир вышла вторично замуж за короля Шотландии Малькольма III (1031—1093) и стала матерью будущего короля Дункана II.